# Verdoppelung

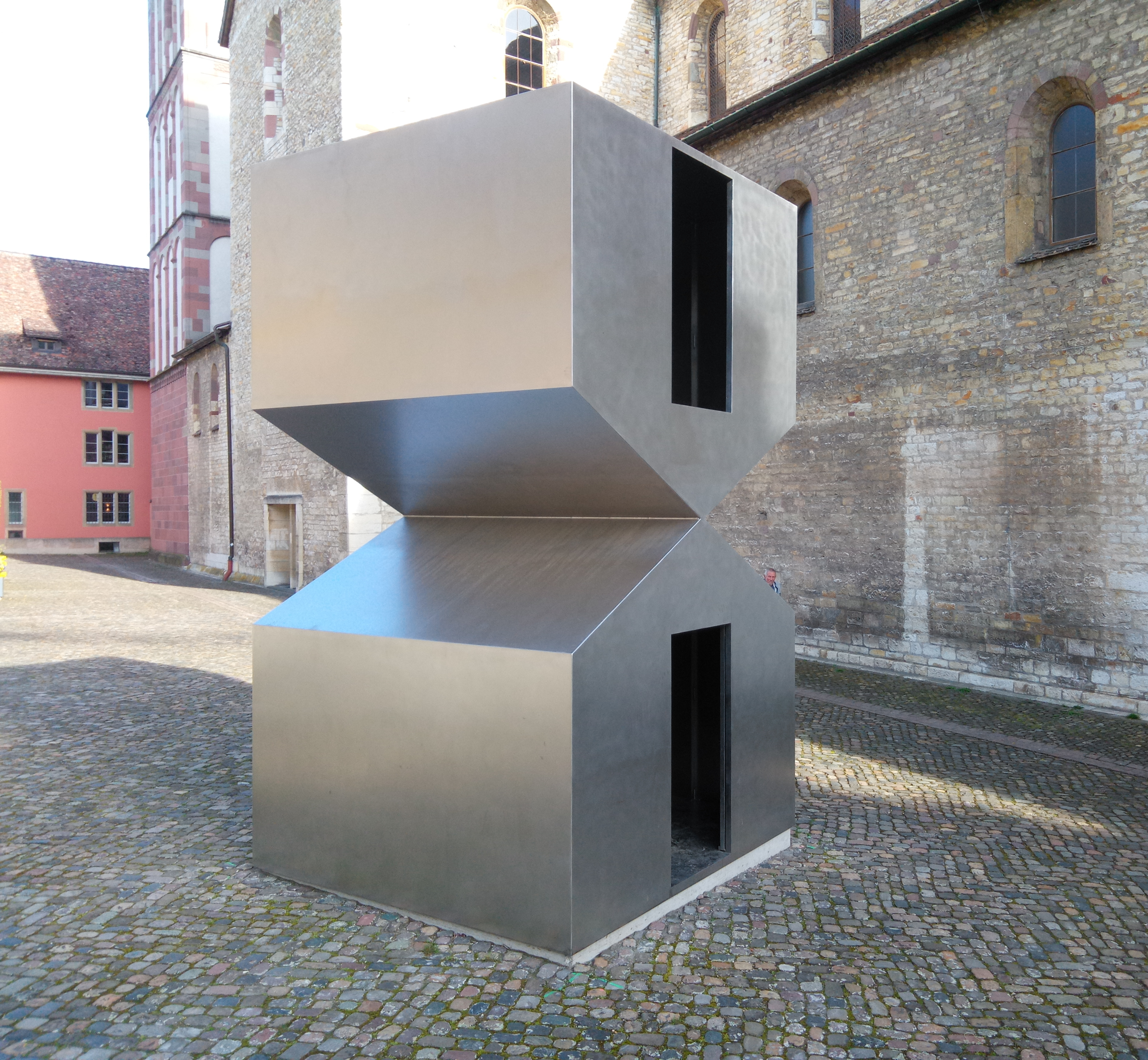
Plastik Verdoppelung von Roman Signer in Schaffhausen

Verdoppelung ist eine Plastik aus rostfreiem Stahl des Schweizer Künstlers Roman Signer. Sie steht auf dem Münsterplatz in Schaffhausen und wurde 2021 im Auftrag des Kunstvereins Schaffhausen speziell für diesen Ort angefertigt. Einer einfachen, fensterlosen Hütte mit Giebeldach ist entlang des Giebels eine identische, gespiegelte Hütte aufgesetzt.

## Beschreibung
Die Plastik befindet sich neben dem ehemaligen Kloster Allerheiligen auf dem Münsterplatz in der so genannten Münstersenke. Die Hütte hat einen quadratischen Grundriss mit einer Kantenlänge von 260 cm. Die Höhe der Plastik beträgt 426 cm. Der Eingang zur unteren Hütte ist mit einer abschliessbaren Schiebetür versehen.
Kurz nach der Aufrichtung wurde die Plastik in einer unbewilligten Aktion zu einer Schwitzhütte umfunktioniert.